# ドミンゴ・バニェス

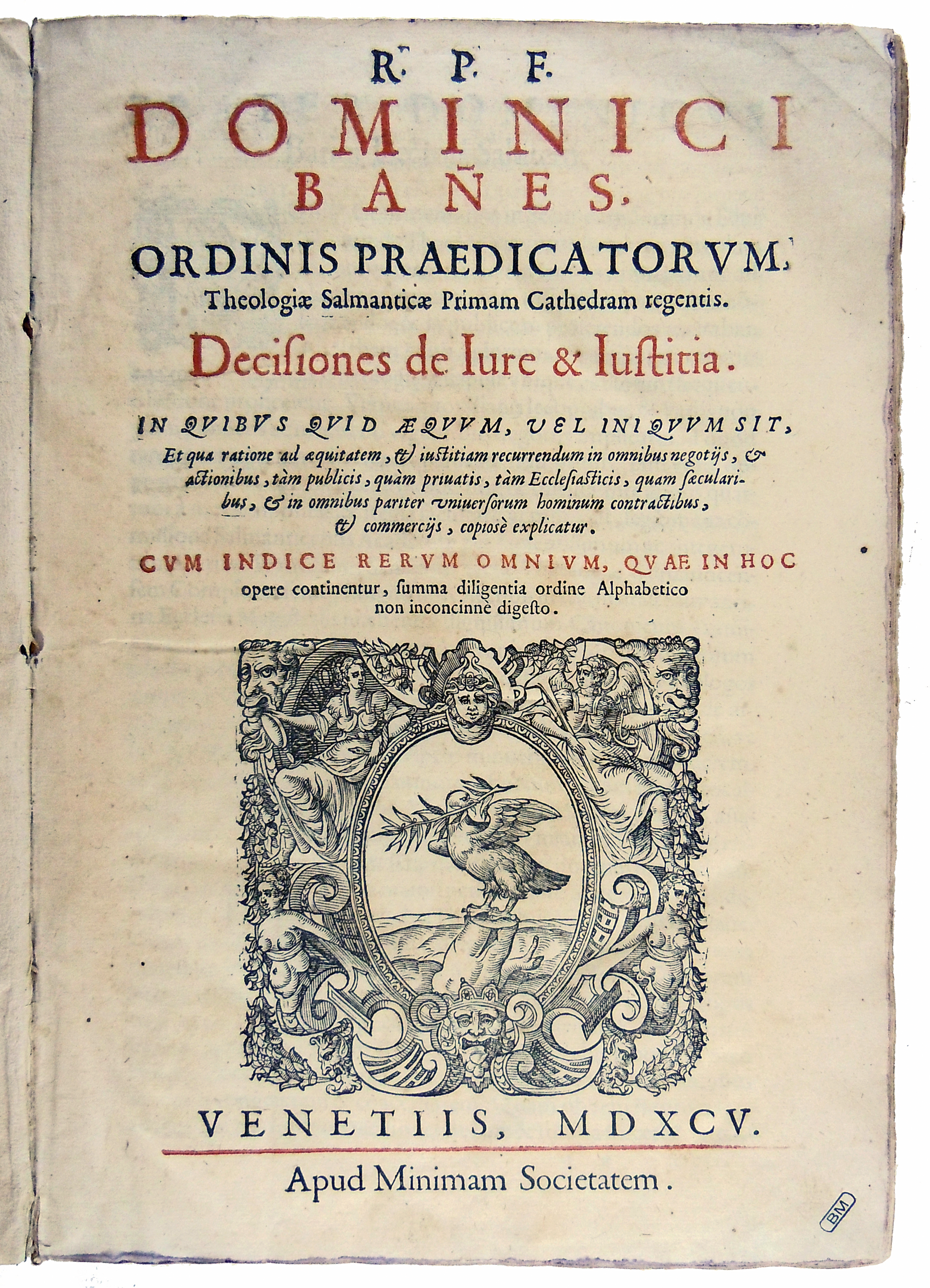
Decisiones de Iure & Iustitia, 1595 (Milano, Fondazione Mansutti).

ドミンゴ・バニェス（Domingo Bañez, 1528年2月29日 - 1604年10月22日）は、スペインドミニコ会の神学者。バリャドリードに生まれ、サラマンカ大学で哲学を学んだ後、1546年にドミニコ会に入会。1561年からアビラのドミニカ大学教授、1567年からアルカラ大学教授、バリャドリッドのサン・グレゴリオ学院教授などを経て、1577年からサラマンカ大学教授を歴任した。
いわゆるサラマンカ学派（ドミニコ会学派）に属し、イエズス会士のルイス・デ・モリナと非妥協的な「恩寵論争」（恩恵論争）を展開したことで知られる。